# Tudatos álmodás
A tudatos álmodás az álmodás egy fajtája, melynél az alvó személy tisztában van tudatállapotával, felismeri, hogy épp álmodik, és jártasságától függően bármely elemét befolyásolhatja vagy meghatározhatja. A tudatos álmot éber álomnak, tiszta álomnak vagy (az angol lucid dream kifejezésből) lucid álomnak is nevezik. Az éber álmodás egyaránt lehet spontán vagy szándékosan előidézett élmény.

## Elsajátítása
A tudatos álmodás megtapasztalásához többféle módszer áll rendelkezésre, közös jellemzőjük, hogy a személy tudatát, gondolkodását felkészíti az álombéli tudatosságra, a tudatra ébredésre.

### Valóságteszt
A legegyszerűbb, leggyakoribb és egyben leginkább sikerrel kecsegtető módszer az úgynevezett „valóságteszt”. Az alany a mindennapi helyzetekben, például vásárláskor, utcán sétálva, étkezés, tisztálkodás közben stb. megvizsgálja saját magát, gondolkodását és környezetét, hogy olyan körülményeket találjon, amit esetleg csak álmodás vagy épp nem álmodás közben tapasztalhat. Ez a szokása előbb-utóbb álmában is előjön, ahol álom állapotra utaló jeleket fog felfedezni, s ez előidézheti a tudatos álmot.
Valóságtesztet minden ember végre tud hajtani, a nap minden pontjában. Szokatlan tárgyak, helyek, a környezet egységességéből kieső dolgok keresésével remek valóságtesztnek vetjük alá magunkat. Ha ezt sokszor és rendszeresen végrehajtjuk, a rutin az álmainkban is jelen lesz, így elérve a tudatos álmodás állapotát. A rendszeresség minden valóságtesztnél fontos, hisz a technika elsajátításához szükség van álombeli felidézésre, amire így nagyobb esély van. Ajánlatos továbbá, jeleket illetve egyéb figyelmeztető szimbólumokat emlékeztetőül használni, legyen az egy karóra csörgése, vagy egy kézre írt felirat. Az eredmény mindenképpen biztató és garantáltan közelebb visz a tudatos álmodáshoz.
A valóságteszt során az alanynak érdemes felidézni az aznapi dátumot, visszaemlékezni, milyen ruhát vett fel, mit evett, felidézni, mi vár rá még aznap. Az álmodás során valószínűleg ezekre nem vagy csak nehezen emlékszik, és azonnal rájön, hogy épp álmodik. Ha viszont a valóságtesztet könnyelműen, figyelmetlenül végzi, akkor álmában a tesztelés során szintén könnyelmű lesz, és hamis adatokat fog felidézni, így a tudatra ébredés nem fog sikerülni.

### Jelzőkészülék
Az alvásnak több fázisa van, az álmodás túlnyomórészt a REM fázisban történik. Jellemzője a gyors szemmozgás, szabálytalan légzés, a mozgatóizmok átmeneti lebénulása (alvásparalízis). Egy készülék a gyors szemmozgás érzékelése esetén jeleket küld az alvó személynek (például fényvillanásokat a szemhéjra), aki ezt érzékeli és tudatára ébredhet.

### Tudat megőrzése az elalvás során
Ez tekinthető a legnehezebb módszernek. Elalváskor az alany tudatánál marad: a külvilág ingerei helyett fokozatosan az elméje által gyártott ingereket kezdi felfogni, és megtapasztalhatja az alvási paralízist is (ez utóbbi kellemetlen is lehet, az okait nem ismerőknek gyakran félelmetes élmény).

### Álomnapló
Ez a leginkább kitartást igényelő módszer. Az alany rendszeresen leírja az álmait, így egyre jobban fog emlékezni az álmaira.
Ez a módszer lehetne egy kakukktojás a listán, mert ez inkább csak segít a valóságtesztben és a hosszabb emlékeknek köszönhetően könnyebben észrevehetőek az álmok furcsaságai.
Az álomnaplóba nem csak írni, hanem rendszeresen olvasni kell, mert csak így segít az álmok felidézésében!

### Egyéb Valóságtesztek
Leghatékonyabb valóságtesztek!
1. A Józan Ész Teszt: Ez a legelső és legnyilvánvalóbb teszt. Keress a környezetedben valamit, ami logikusan nem illik oda. Kérdezz rá, hogy történhet-e ilyesmi a normál életedben? Keress következetlenségeket. Olyan helyen vagy, ahol még sohasem voltál? Olyan emberek között vagy, akik az ország másik felén laknak? Elefánt van a konyhádban? Az efféle kérdések beindíthatják a tudatosságodat.
2. Az Olvasási Teszt: Ez az egyik leghatékonyabb teszt. Csak keress valami olvasnivalót, és miután elolvastad, fordulj el, majd vissza, hogy újra elolvashasd. Ezt végezd el néhányszor. Ha álmodsz, a szöveg vagy a számok néhány ránézés után megváltoznak. Vagy összemosódnak, teljesen megváltoznak, vagy nem maradnak állandóak olvasás közben. Minden szavakat tartalmazó dolog megfelel: könyv, utcai tábla, cím stb.; sokan az álombeli órájuk számlapját használják.
3. A Repülési vagy Lebegési Teszt: Ez szintén egy nagyon hatékony teszt: vizsgáld meg, vajon tudsz-e repülni. Ha nem tudsz repülni, próbálj meg felemelkedni, vagy kicsivel a föld felett lebegni. Mire jártasabb leszel a tudatos álmodásban, ez a kedvenc teszteddé válhat, mint nekem. A dolog egyetlen hátránya, hogy néha a próbálkozások ellenére sem sikerül repülni vagy lebegni az álomban. Ezért használd mindig más módszerekkel együtt, hacsak nem sikerül (általában sikerülni szokott).
4. A Villanykapcsoló Teszt: Ez általában egy elég megbízható teszt. Keress egy villanykapcsolót és kapcsolgasd fel és le. Ha nem működik, akkor valószínűleg álmodsz. Próbálgasd többször is és figyeld meg alaposan, mikor kellene felkapcsolva lennie és mikor lekapcsolva. Általában nemsokára vagy elromlik, vagy rossz helyzetben is helyesen működik.
5. A Memória Teszt: Ez egy nagyon hatékony, bár kevéssé ismert módszer. Egyszerűen kövesd vissza a gondolataidat, hogy honnan is jöttél és mit is csinálsz éppen. Gondolj vissza olyan messzire, ameddig csak bírsz, amíg végül következetlenségeket találsz az emlékeid között. Ahogy visszafelé követed az álombeli emlékeidet, korábban figyelmen kívül hagyott logikátlan dolgokra is rábukkanhatsz. Szintén megtörténhet, hogy egy amnéziaszerű akadályba ütközöl, ami meggátolja a pontos visszaemlékezésedet. Az ilyen esetekben biztosan feltételezheted, hogy álmodsz.
6. A Tükör Teszt: Ez nemcsak egy rendkívül hatékony módszer, hanem külön jutalomként általában még egy figyelemre méltó élményben is részesít. Keress egy tükröt és magadat szemlélve benne, kérdezd meg, álmodsz-e. A tükörképed meglepő lehet: fiatalabb vagy idősebb lehetsz, más stílusú és színű hajad lehet, vagy akár egy teljesen másik személy is lehetsz.
7. Az Önmegfigyelési Teszt: Ez szintén egy nagyon hasznos teszt. Nézd meg magad, figyeld meg a kezeidet, karjaidat, lábaidat és a ruházatodat. Általában rögtön rájössz, hogy álmodsz, ha olyan ruhában vagy, amilyened nincs is. Máskor pusztán az álombeli tested megnézése is beindíthatja a tudatosságodat.
8. Az Anyagáthatolási Teszt: Bár ez nem a legmegbízhatóbb módszer, de nekem sok alkalommal segítségemre volt. Egyszerűen csak próbáld meg átdugni az ujjadat valami szilárd anyagon, mint például falon, ajtón vagy üvegen. Előszörre ez nem mindig működik, de ha elhiszed, hogy képes vagy rá, akkor végül képes leszel áthatolni az ujjaddal bármilyen szilárd anyagon. Ez a teszt külön jutalomként fejleszti azt a képességedet is, ahogy a hiedelmeidet engeded közvetlenül az élményedre hatni.
9. A Gravitációs Teszt: Ez egy elég megbízható teszt. Keress valamit, amit biztonságosan feldobhatsz és elkaphatsz. Kezdd el dobálni, és esetleg úgy fog tűnni, mintha a tárgy nem engedelmeskedne a gravitáció törvényeinek a "valóság" esetében kell. A siker maximalizálása érdekében a dobálás közben próbálj meg tudatosan hatni a tárgy emelkedésére és esésére.
10. Az Álomszemély Kérdezése Teszt: Ez talán nem tartozik a legjobb ébren kipróbálható tesztek közé, de néha hatékony lehet, amikor tényleg álmodsz. Ha a "valóságban" kérdezel meg embereket, hogy vajon egy álomban vagyunk-e, akkor őrültnek fognak tartani, de az álmok birodalmában másképp áll a dolog. Általában az álom szereplői is tagadják, hogy ez egy álom, de túl könnyen tagadják. Ők többnyire nem kérdőjelezik meg az épelméjűségedet, ráadásul néhány esetben nem is értik, hogy mit kérdezel, és teljesen figyelmen kívül hagynak. Ritkán bár, de az is megeshet, hogy egy álombeli alak beismeri, hogy ez tényleg egy álom .

(Forrás:https://ujvilagtudat.blogspot.com/2013/10/6-kezdo-lepes-tudatos-alom-eleresehez.html)

## Jellemzői
A tudatos álmodásnak annyi módszere és sajátossága lehet, ahány tudatos álmodó létezik. Van, aki egyetlen álmára sem emlékszik, másnak tanulnia sem kell a tudatos álmodást, mert enélkül is így álmodik.
Az első élmények általában néhány másodpercesek/percesek, és homályosan felfogottak. Az álmodó a siker izgalmától eleinte könnyen felébredhet, vagy beleeshet olyan csapdákba, mint például a hamis felébredés. Ebben az esetben az alany azt hiszi, hogy felébredt a tudatos álmából, ám valójában még mindig álmodik, viszont már nem tudatosan. Még hamis felébredés sem kell ahhoz, hogy az élmény során a tudatosságot elvesztve bármikor átcsússzon hagyományos álomba.
Léteznek az ébredést elősegítő, és a tudatos álmot meghosszabbító technikák is. Ha az álmodó elvesztené az uralmát az álom felett, vagy bármilyen oknál fogva fel akar ébredni, elég ha fixálja a tekintetét. Ezzel a valóságban megszünteti a szem REM-mozgását, és felébred. Ha viszont úgy érzi, hogy közeledik az ébredés, elég ha álmában körbeforog párszor. Ez általában segít meghosszabbítani a tudatos álmot.
Az érzékelés tökéletesen valósághű lehet. A mozgás, látvány, hang, íz, szag, tapintás elevensége és tisztasága teljesen megtéveszthetné az alanyt, ha nem tudná, hogy csupán álomról van szó. Az éber álom visszaemlékezés után sokkal valóságszerűbbnek tűnik, mint a hagyományos álom.

## Álomkutatók

### Paul Tholey
Paul Tholey (1937–1998) Európa egyik legfontosabb tudatos álmodással foglalkozó kutatója volt.
Egyetemi évei alatt matematikát és pszichológiát hallgatott, később a Frankfurti Egyetem pszichológia professzora, és a Braunschweigi Műszaki Egyetem sportpszichológia professzora volt. Tudatos álomról szóló tanulmányai mellett 1987-ben megszervezte az első tudatosálom-kutatás kongresszust, és tagja volt több tudattal foglalkozó szervezetnek is.
Legfontosabb könyve a témában az Alkotó álom.